# Zepter

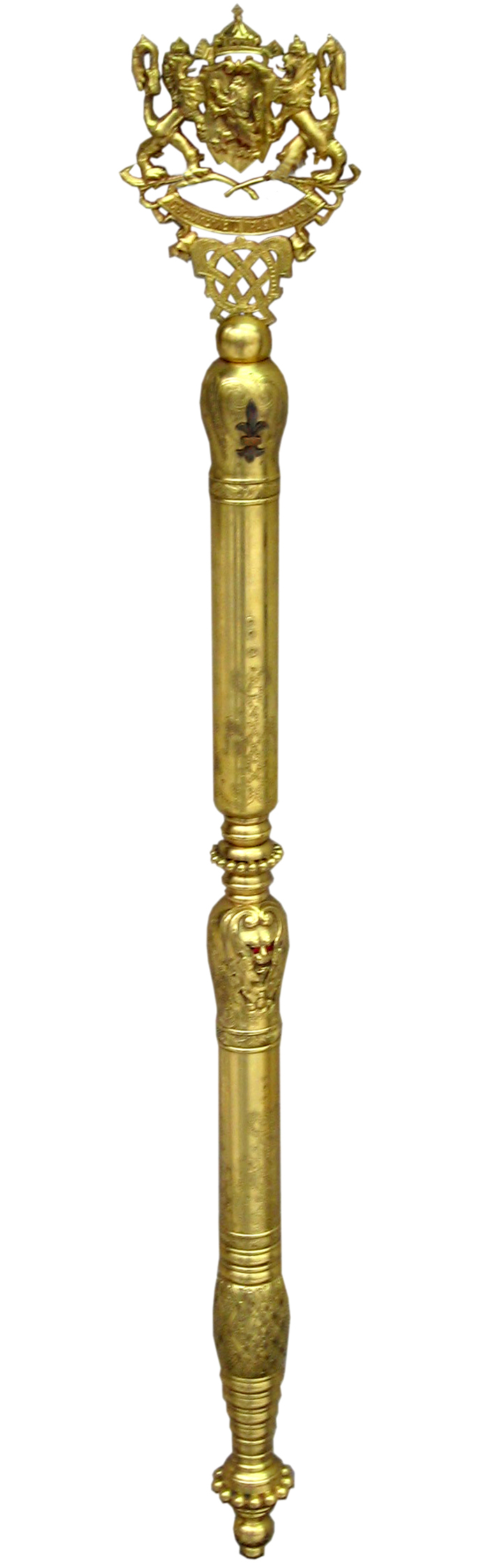
Das Zepter von Zar Boris III. von Bulgarien

Das Zepter (auch Szepter, von altgriechisch σκῆπτρον skēptron, deutsch ‚Stab‘; σκήπτειν sképtein, deutsch ‚stützen‘) ist ein Teil der Krönungsinsignien. Es ist ein Stab aus wertvollem Metall, meist reich verziert mit Edelsteinen. Als königlicher Herrscherstab symbolisiert es die weltliche Macht des Königs.
Es ist das Symbol des Herrschers eines Reiches und wurde ursprünglich von Kaisern und Königen, später auch von Fürsten getragen. Das Zepter kann eine unterschiedliche Bekrönung haben. So sind besonders in der Heraldik Zapfen, Adler, Kreuz, Krone, Lilie, Schwurhand und Reichsapfel als Endenform verbreitet.

## Herrschaftszeichen
Bereits in der Bibel wird das Zepter erwähnt und weist dort auf Regierungsgewalt und Hoheitsrecht hin. Das Zepter in der Bibel unterscheidet sich dort vom Befehlshaberstab, den ein König als Zeichen von Befehlsgewalt jemandem verleihen kann (beispielsweise Psalm 60:7, 108:7).
Auf römischen Münzen waren Zepter Machtinsignien von Götter- und Göttinnenabbildungen, so vornehmlich der römischen Providentia.
Bei der Krönung des römisch-deutschen Kaisers wurde das Zepter vom Erzkämmerer vorangetragen. Analog dazu trug der Landeskämmerer das Zepter des Erzherzogtums Österreich bei einer Erbhuldigung voran.
Im Mittelalter war das Neigen des Zepters das Zeichen der gewährten königlichen Gnade, das Küssen desselben Zeichen der Unterwürfigkeit.
Das Zepter des Kaisertums Österreich hat die Besonderheit, dass es teilweise aus Narwalzahn besteht (siehe: Österreichische Kaiserkrone).

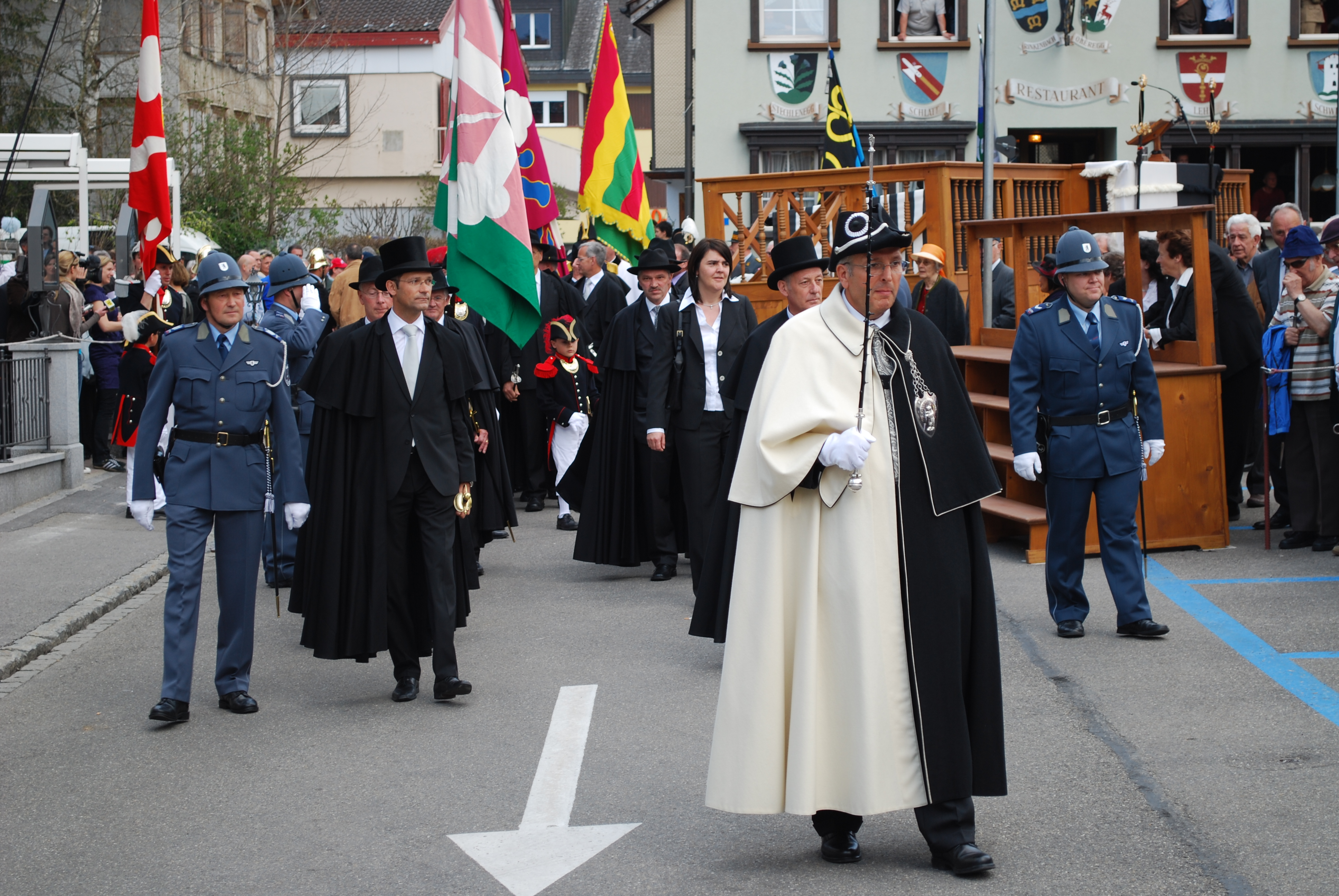
Der Standesweibel von Appenzell Innerrhoden trägt der Regierung das Zepter voran

In der Schweiz dienen auf Stadt- und Kantonsebene bei zeremoniellen Anlässen auch heute noch Zepter als Symbol der weltlichen Macht. Aufgrund des republikanischen Charakters der Verfassung werden sie aber niemals von gewählten Regierungsmitgliedern, sondern immer von einem Weibel getragen. Die Stadt Bern z. B. ließ 2004 ein neues Zepter anfertigen, nachdem das alte verlorenging; es wurde 2019 im Nachlass eines Weibels wieder aufgefunden.
In Polen ist das Berło – eine von einem Streitkolben bzw. Morgenstern abgeleitete Insigne, die wie ein Zepter gehalten wird – traditionell das Symbol der höchsten militärischen Dienstgrade. Heute ist sie das Symbol der Marschalle Polens.
Auch der Staatspräsident der Ukraine erhält bei seiner Amtseinführung neben einer Amtskette die Bulawa (Булава), die dort noch immer als wichtiges Machtsymbol gilt.
Von Streitkolben abgeleitete Amtsstäbe (ceremonial maces) sind auch im britischen Parlamentssystem und an angloamerikanischen Universitäten in Gebrauch.

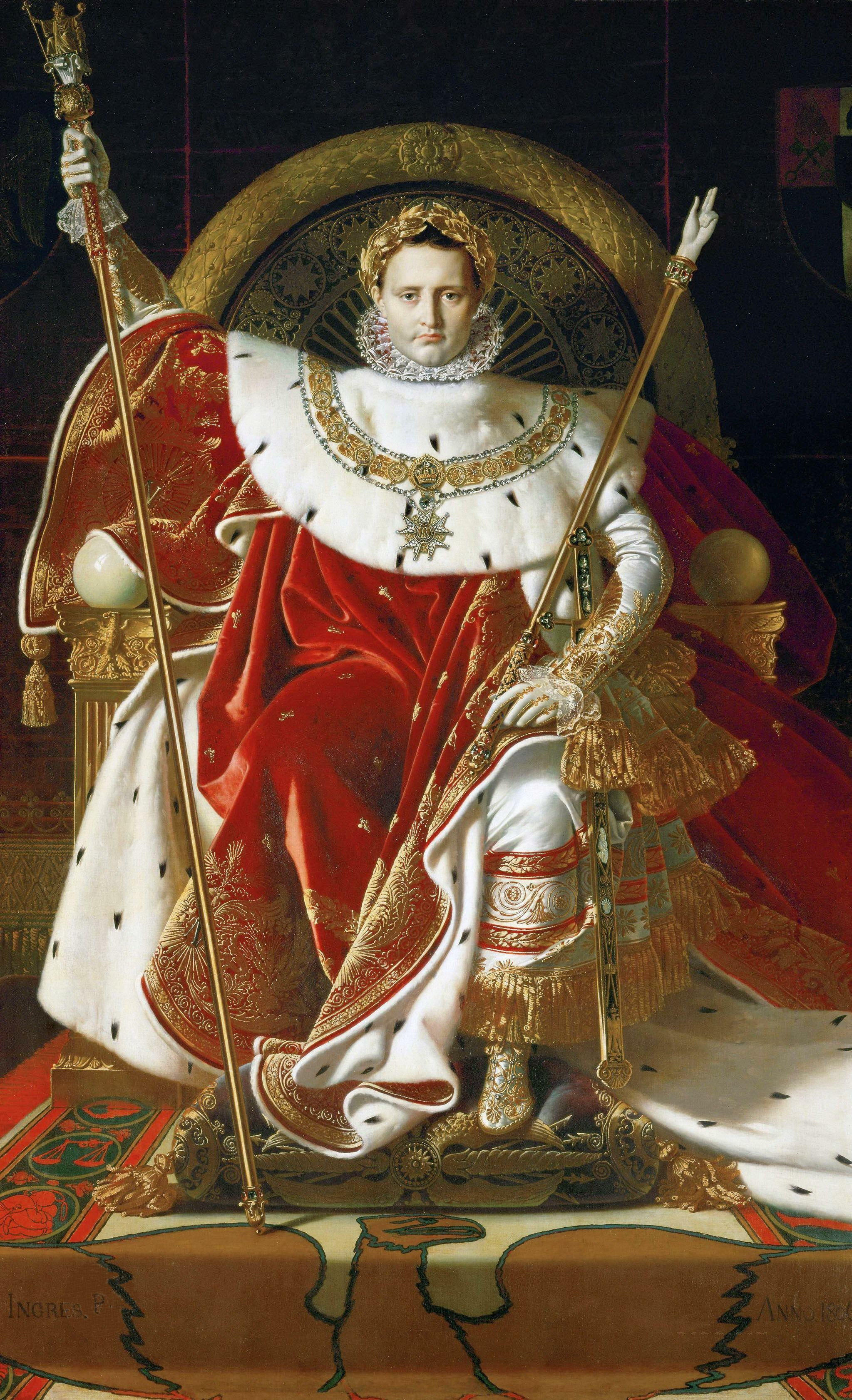
Napoleon mit Zepter

Eine Besonderheit stellt Frankreich dar: Der französische König führte zwei bzw. drei Zepter mit sich: ein mannshohes und zwei kurze, von denen eines in eine Hand überging als Symbol für die Gerechtigkeit („main de justice“) und das andere oben anstatt der Hand der Justiz eine Lilie trug. In den Zeiten der Kaiserreiche und der Julimonarchie wurde das Zepter mit der Fleur de Lys abgeschafft. In einem Gemälde von François Gérard aus dem Jahre 1805 findet sich eine entsprechende Darstellung von Napoléon Bonaparte im Krönungsornat.
Ein kobaltblaues Zepter ist das Signet der Königlichen Porzellan-Manufaktur Berlin; es findet sich auf jedem Produkt dieser traditionsreichen Manufaktur.
Eine weitere Form sind die seit dem Mittelalter aufkommenden Universitätszepter.

## Kur-Zepter

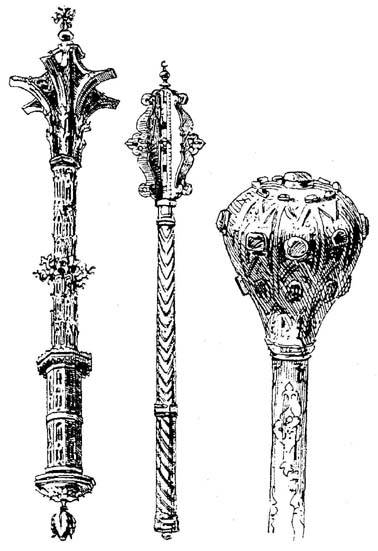
Rechts im Bild: Kürbisbengel von Friedrich III. (HRR), Abbildung S. 361 aus Wendelin Boeheim: Handbuch der Waffenkunde

Einzug hat das Zepter in die Heraldik als gemeine Figur und als Prachtstück gehalten. Besonders als Zeichen der Erzkämmererwürde im Heiligen Römischen Reich ist es schon auf Siegeln von Friedrich I. und auch Friedrich II. aus dem Jahr 1466 nachzuweisen. Dieses Zepter ist auch in das kurbrandenburgische Wappen gelangt und hat häufige Wechsel und Wappenmehrungen (1536, 1575, 1708, 1804, 1817) überstanden. In Brandenburg ist es als Kur-Zepter bekannt geworden. Auf die Adlerbrust des brandenburgischen Adlers kam das Zepter nach vielen Varianten auf verschiedenen Wappenplätzen erst 1864. Das Kur-Zepter im Fang dieses Adlers, das seit 1827 im rechten Fang (Amtsfehler) ist, sollte dem auf dem Brustschild des Adlers immer gleich sein. Wichtig wurde in diesem Zusammenhang das Amt des Erbkämmerers (nicht Erz-). Es wurde seit dem 15. Jahrhundert nach dem Aussterben der Grafen von Falkenstein vom freiherrlichen Geschlecht derer von Weinsberg wahrgenommen. Schon im Juni 1505 verlehnte man es an den Grafen Eitel Friedrich von Zollern. Vertraglich mit Zustimmung des Kaisers wurde die Belehnung des Amtes auch auf Kurfürst Joachim I. von Brandenburg erweitert.

## Historische Sternbilder
Historische Sternbilder, die im Namen den Begriff Zepter führen:
- Fredericks Zepter im Gedenken an den zuvor verstorbenen Friedrich den Großen
- Zepter und die Hand der Justiz ehrte Ludwig XIV. von Frankreich
- Das Brandenburgische Zepter ist ein kleines zu den historischen Sternbildern am südlichen Himmel gehörendes Bild, mit einer Rektaszension von ungefähr 65° und 15° südlicher Deklination. Es ist westlich vom Orion und zwischen der Krümmung des Eridanus und hat nur Sterne vierter Größe.[5]

## Talisman
Weniger die Funktion eines Herrschaftszeichens als vielmehr die eines Glücksbringers und Talismans haben die chinesischen Ruyi-Zepter.

## Mineralogie
Szepter sind eine seltene Kristallform, wobei sich zu verschiedener Zeit eine spätere Generation auf normal gewachsenen (oft idiomorphen) Kristallen gebildet hat. Sie entstehen durch schnelles Wachstum bzw. durch abrupten Abbruch des Wachstums. Der zweite Kristall bildet sich bei tieferer Temperatur.